# Iris Estrada García
Iris Citlali Elvira Estrada García es una científica mexicana con especialidad en inmunología. Actualmente es jefa del Departamento de Inmunología de la Escuela Nacional de Ciencias Biológicas (ENCB) del Instituto Politécnico Nacional (IPN) en la Ciudad de México (CDMX). Su principal y actual línea de investigación es el estudio de la inmunología de la tuberculosis. Debido a la relevancia de sus contribuciones en el área de la salud, el Premio a las Mujeres Mexicanas Inventoras e Innovadoras, otorgado por el  IPN y el Instituto Nacional de las Mujeres, tuvo su emisión "Iris Estrada 2008" en honor a su nombre.

## Trayectoria académica
Estudió la carrera de Químico Bacteriólogo Parasitólogo en la ENCB del IPN durante el periodo 1975-1980. En 1983 obtiene su título de Maestría en Ciencias con Especialidad en Inmunología (ENCB-IPN). En 1985 inicia sus estudios de Doctorado en Ciencias con Especialidad en Inmunología dentro de la misma institución obteniendo el grado en 1992. Ha realizado dos estancias posdoctorales en el National Institute for Medical Research del Medical Research Council (MRC) y en la MRC Human Immunology Unit del Instituto de Medicina Molecular de la Universidad de Oxford, ambas en Reino Unido, respectivamente. Actualmente es jefa del Laboratorio de Inmunología Molecular II del Departamento de Inmunología del IPN en la Ciudad de México. Ha participado en diversos foros de divulgación y medios de comunicación en los cuales, además de enfatizar sobre su área de especialización, busca generar conciencia sobre la importancia del desarrollo de la ciencia en México y sobre la problemática de la equidad de género en el país.

## Líneas de investigación
Su principal línea de investigación es el estudio de la inmunología de la tuberculosis. No obstante, ha desarrollado trabajos en las líneas de generación del conocimiento sobre la inmunología de enfermedades infecciosas como la lepra; vacunas, inmunoterapia e Inmuno-moduladores, así como sobre la inmunidad innata.

## Premios y distinciones
Los siguientes premios y distinciones le han sido otorgados durante su trayectoria profesional.
- 2008: El Premio a las Mujeres Mexicanas Inventoras e Innovadoras es nombrado "Premio Iris Estrada 2008" en la emisión de ese año debido a las contribuciones de su investigación en el área de la salud.[3]
- 2006-2008: Es elegida Presidenta de la Sociedad Mexicana de Inmunología[7]

## Asociaciones
Pertenece a diversas asociaciones y redes científicas, algunas de las cuales ha formado parte del comité directivo.
- Sociedad Mexicana de Inmunología
- American Association of Immunologists
- GEIVEX-Grupo Español de Innovación

## Producción científica
A lo largo de su carrera ha dirigido alrededor de 33 tesis a nivel licenciatura, 59 de maestría y 37 de doctorado. Tiene cerca de 133 publicaciones, de las cuales al menos 119 son artículos científicos en revistas indizadas en el Journal Citation Reports (JCR). Sus publicaciones más recientes se enfocan en los avances de tratamientos inmunoterapéuticos para tuberculosis y en estudios sobre los diagnósticos moleculares para distinguir las microbacterias leprae y lepromatosis. Cuenta con diversas patentes sobre métodos de obtención de extractos y composiciones farmacéuticas, y ha participado en diferentes proyectos de salud nacionales e internacionales